# Adam Martin (Hofrat)
Adam Martin (* 25. November 1760 in Bonn; † 11. Mai 1819 in Düsseldorf) war als Jurist außerordentlicher Professor der Rechte an der Düsseldorfer Rechtsakademie, Hofrat im Herzogtum Berg und Privatgelehrter in seiner Heimatstadt.

## Leben und Wirken
Martin entstammte der Baumeisterfamilie Friedrich Martin und seiner Frau Catharina Zilleken. Er studierte im Jahr ihrer Errichtung 1776 und 1777 an der Kurkölnischen Akademie Bonn Philosophie und anschließend bis 1780 Jura. Danach ging er für ein Jahr nach Göttingen. Für seine Jurastudien erhielt er unter anderen auch ein in Latein verfasstes Zeugnis von Philipp Hedderich, der ab 1803 wie Martin an die Düsseldorfer Rechtsakademie gehen sollte. Mit seinem Abschluss in Göttingen verfasste er die Inaugural-Schrift De asylis.
ee
1782 begann Adam Martin seine Karriere am Düsseldorfer, kurfürstlichen Hof als juris praktikus. Mit dieser Stelle wurden ihm „besonderer Fleiß“ bescheinigt und „ausnehmliche Talente“ attestiert.: Seite 232 Ihm wurde die Befähigung zugesprochen, als Kanzleiadvokat zu arbeiten. Er bat um die Ernennung als Professor der Rechte, um die vakante Vorlesung zum Lehnsrecht zu lesen. Zwar habe er seine Dissertation noch nicht veröffentlicht, aber bereits geschrieben. Zudem gab er seine Bewerbung als Kanzley-Advokat bekannt, die einer Beförderung gleichkommt. Zwei Personen seien unlängst aus dem Dienst ausgeschieden, Nachfolger seinen noch nicht benannt worden. Mit Datum vom 26. Oktober wurde ihm die Professur anerkannt, aber die Beförderung blieb aus. Am 15. Februar des Folgejahres wurde er zu Korrepetitor ernannt mit der Erläuterung, „die dermaligen Professoren [leisten] ihrer Schuldigkeit in allen Sachen kein genügen …, [weil] Henoumont unter einer ihm keine Ehre bringenden Inquisition stehet und Dewies als Advokat sehr überlastet“ sei.
Die Kritik in seiner Dissertation an seinem ehemaligen Professor Hedderich, dieser verbreite eine Irrlehre, die auch die Herzöge von Berg beträfen, bewegte den „stockkonservativen Vizekanzler Georg Joseph von Knapp“: Seite 233 dazu, am 8. April Martins erneutes Anstellungsgesuch zu befürworten. In einer öffentlichen Disputation wollte Martin 480 Thesen, die auf 20 auf Latein geschriebenen Seiten notiert waren, verteidigen. Diesen Vorschlag wird er unterbreitet haben, da er bei der Besetzung dieser Stelle im Wettbewerb mit dem in Düsseldorf beheimateten Josef Pampus stand und befürchten musste, dass dieser bevorzugt werde. Doch kam es zu einer mündlichen Prüfung, die auf 81 Seiten protokolliert wurden. Zu Pampus wurden nur 15 Seiten verfasst und am 11. Juni wurden beide zur juristischen Akademie berufen. In der Folge las Martin bis 1792 vornehmlich Lehns- und Zivilrecht, während Pampus keine fachliche Lehrbeschränkung erhielt. Am 31. März 1787 wurde er zum Kanzleiadvokaten vereidigt, drei Jahre später, am 23. März 1790 wurde er nach einer entsprechenden Empfehlung der Jülich-Bergischen Landstände durch Kurfürst Karl Theodor eingebürgert.
Zum 6. Juni 1792 wurde er aus jülich-bergischen Diensten entlassen. Zuvor hatte er sich bemüht, eine Hofratsstelle zu bekommen. Da dieser Versuch negativ ausfiel, bewarb er sich als kurkölnischer Hof- und Regierungsrat. Mit der Besetzung Kölns durch die Franzosen zog der Hof in die Vest Recklinghausen, wohin Martin folgt. Seine Funktion wurde mit der Säkularisation obsolet. Sein Versuch, von seinem alten Dienstherrn in Düsseldorf wiederverwendet zu werden, wurde vom Kurfürsten von Bayern abschlägig beschieden. Erst 1812 fand er am Appellationsgerichtshof in Düsseldorf Anstellung als Anwalt. In den Jahren dazwischen war er als Hauslehrer und Privatgelehrter in Bonn tätig. In den Jahren ist seine Wohnanschrift Ratinger Straße 14 in Düsseldorf fassbar. 1819 ist er im Sterberegister von St. Lambertus mit dem Text „Adamus Martin, Hofrath und Advokat, Ehegatte der Marie Anne Custoll, alt 59 Jahre, omnibus sacramentis munitus“ verzeichnet.: Seite 234